# Hrvatski Crveni križ
Hrvatski Crveni križ je nacionalno društvo Crvenog križa u Hrvatskoj.
Organizacija ima više od 370.000 članova volontera, kao i 550 profesionalaca. U Hrvatskoj je aktivan od 1878. godine.

## Povijest
U Zadru, Dubrovniku i Zagrebu se 1878. osnivaju prve dobrovoljne udruge na području Hrvatske koje su djelovale u skladu s međunarodnim odlukama iz Ženeve 1863. godine. Od 1878. do 1918. Crveni križ u Hrvatskoj djeluje kao dio Crvenog križa Austrougarske monarhije. Prestankom postojanja Austrougarske 1918. godine Crveni križ u Hrvatskoj djeluje u sklopu Kraljevine Slovenaca, Hrvata i Srba i Kraljevine Jugoslavije do 1941. godine.
Za vrijeme NDH Hrvatski Crveni križ djeluje kao samostalno društvo, ali bez međunarodnog priznanja tog statusa. Za vrijeme SFRJ Crveni križ djeluje kao republičko društvo Crvenog križa unutar Crvenog križa Jugoslavije. Odlukom od 10. listopada 1991. godine Crveni križ Hrvatske istupa iz sastava Crvenog križa Jugoslavije. 29. travnja 1992. godine donesen je Statut Hrvatskog Crvenog križa.

## Rad Crvenog križa u Hrvatskoj
U Hrvatskoj Crveni križ djeluje preko nacionalnog društva Hrvatski Crveni križ, čije je rad reguliran Zakonom o Hrvatskom Crvenom križu i statutom Hrvatskog Crvenog križa.

## Vanjske poveznice
- Službena stranica